# Кар'якюла
Ка́р'якюла (ест. Karjaküla alevik) — селище в Естонії, у волості Ляене-Гар'ю повіту Гар'юмаа.

## Населення
Чисельність населення на 31 грудня 2011 року становила 345 осіб.

## Історія
З 10 вересня 1992 до 24 жовтня 2017 року селище входило до складу волості Кейла.